# Гокон Ев'єн
Гокон Ев'єн (норв. Håkon Evjen, нар. 14 лютого 2000) — норвезький футболіст, нападник клубу «Буде-Глімт».

## Клубна кар'єра
Народився 14 лютого 2000 року. Вихованець футбольної школи клубу «М'єлнер», де і розпочав грати у нижчих лігах країни, після чого 2016 року перейшов у «Буде-Глімт». 22 жовтня 2017 року в матчі проти «Єрва» він дебютував у другому дивізіоні. За підсумками сезону Ев'єн допоміг команді вийти в еліту. 29 квітня 2018 року в матчі проти клубу «Сарпсборг 08» він дебютував у Тіппелізі.
1 січня 2020 року уклав контракт на чотири з половиною роки з нідерландським АЗ (Алкмаар).
17 січня 2023 року підписав контракт до 2027 року з клубом «Брондбю».

## Виступи за збірні
2017 року дебютував у складі юнацької збірної Норвегії, взяв участь у 7 іграх на юнацькому рівні, відзначившись одним забитим голом. З командою до 17 років брав участь у юнацькому чемпіонаті Європи 2017 року в Хорватії.
2019 року з командою до 20 років поїхав на молодіжний чемпіонат світу.